# Буддизм в Эстонии

## Тыниссон в Санкт-Петербургском буддийском храме
В 1982—1988 годах в Эстонии действовало первое[где?][уточнить] буддийское объединение — Буддийское Братство Эстонии под руководством Велло Вяэртныу.
Буддизм в Эстонии корнями уходит в начало XX века и опирается на две личности — Карл Тыниссон (1882—1962) и Фридрих Лустиг (1912—1989). Первый из них был известен в народе как экзотическая и колоритная фигура, а благодаря своему образу жизни, получил он прозвище Босоногий Тыниссон (известен также под именем "брат Вахиндра"). Тыниссон родился в 1883 году недалеко от Пылтсамаа, путешествовал по Бурятии, Эстонии и России. Он направился с другими паломниками и в Тибет, будущи первым эстонцем, который посетил Лхасу. Вернувшись с Гималаев, действовал Тыниссон в революционный период в Санкт-Петербургском буддийском храме, где был даже одно время наставником вместо Агвана Доржиева, откуда, спустя некоторое время, вернулся в Эстонию. Карл Тыниссон путешествовал вместе с Лустигом пешком по всей Европе и прибыл в Азию, где в Бирме (Рангуне) и скончался в 1962 году. После его кончины был признан местными буддистами бодхисаттвой.

## Создание Эстонского Буддийского Братства
Следующим событием в буддизме Эстонии можно считать создание Веллом Вяяртныуом Эстонского Буддистского Братства нингмапа в Таллине в 1982 году.
Мысль о создании братства возникла у Вяэртныу уже в 70 годы, занимаясь буддистской и таоистской философией, древнекитайской литературой, изучением астрологии, истории, а также искусства, Он установил связь с монастырём Иволга в Бурятии, поскольку на территории СССР не было монастырей конфессии Нингма, была единственная возможность приблизиться к буддизму со стороны школы гелугпа. Ценной идеей было создание в Эстонии монастыря Нингма, где можно было бы получить буддистское образование, чтобы в дальнейшем выпускать местных образованных буддистов. Для этого предполагалось послать людей для дополнительного обучения в восточные страны, откуда они вернулись бы в Эстонию образованными ламами.
По традиции начали распространение учения с построения ступы, которую, по руководству Вяэртныу установили на даче художника Юри Аррака в Пангарехе.
Первое эстонское буддистское братство жило и действовало в Таллине в Кадриорге и стало известным под именем Таола.
Членов братства начали называть даосами и Вяэртныу, как духовного наставника и учителя — Старшим даосом.

## Таола
Во всё время своей деятельности Таола была популярным местом сбора буддистов и деятелей культуры. Время от времени посещали Таолу и другие люди со всей Эстонии, и частыми гостями были москвичи и сибиряки. Большое количество народа, которые посетили Таола, помогали достать материалы, помогали в переплёте книг, в распечатывании материалов и других работах. На заработанные деньги даосы делали бурханы, и изготовляли танки, производили и ароматные вещества. Были переведены десятки книг, которые распечатывались и распространялись в сотнях экземплярах, в то же время была создана, по тем меркам, внушительная библиотека, причём большинство текстов были из Бурятии. Для получения литературы с Запада были задействованы друзья-иностранцы, которые по заказу привозили чемоданами буддийскую литературу, внося тем самым свой вклад в строительство фундамента эстонского буддизма.

## Связи с ламами в Бурятии
Интенсивные связи были у даосов также с ламами в Бурятии — даосы общались там с представителями старшего поколения лам, которые в свою очередь посетили много раз Эстонию. В монастырь повезли изготовленные в Эстонии танки и бурханы, которые там очень ценились. Можно сказать, что от ламы монастыря Иволга получили неоценимую услугу в развитии буддизма, как в Советском Союзе, так и в Эстонии.
В 1984—1985 годах построили три ступы в западной Эстонии.
Для создания монастыря купили в западной Эстонии хутор, строительство вихары (монастыря) на котором не осуществилось по причине последующих политических акций.
Надо отметить, что помимо связи с бурятскими ламами, эстонские буддисты поддерживали контакты с европейскими единомышленниками. Например,  в сентябре 1988 года Эстонию с проповедью учения тибетской школы Карма Кагью на один день во время недельного визита в Ленинград посетил датский лама Оле Нидал со своей женой Ханной.

## Эстонская Национальная Партия Независимости
В 1987 году Велло Вяэртныу выступил с предложением о создании Эстонской Национальной Партии Независимости (эст.Eesti Rahvusliku Sõltumatuse Partei) и программой. Это было впервые в истории Советского Союза, когда выступали официально о намерении создать оппозиционную партию к коммунистической партий. Так можно считать заслугой Вяэртныу Буддистского Братства Эстонии, а также буддийского мышления в той части борьбы за независимость, где буддисты были первопроходцами в Советском союзе. Таола печатала, множила и распространяла листовки, плакаты, а также участвовала и в других видах деятельности против советской оккупации Эстонии.
30 января 1988 года  Вяэртныу организовал для иностранных аккредитованных в Москве журналистов пресс-конференцию, на которой присутствовали представители газеты New York Times, Washington Post, Chicago Tribune и США телекомпании ABC. Вяэртныу объявил публично международной общественности о создании Эстонской Национальной Партии Независимости, что привлекло большое внимание на Востоке и на Западе. На титульном листе газеты "New York Times" издатель Филип Таубман извещал о рукописном документе 14 граждан, который призывает к созданию первой независимой партии в Советском Союзе.
В феврале 1988 года 14 граждан под руководством Велло Вяэртныу подписались под предложением о создании ЭНПН (ERSP) и им же была создана первичная программа партии.
Уже много лет КГБ занималось слежкой и при обысках его сотрудники конфисковали у Вяэртныу тибетские тексты, более тысячи слайдов о танках (картинах на буддийскую тематику) из Бурятии и фотоплёнки с многими рукописями.
В конце февраля 1988 года Вяэртныу был выслан из страны органами КГБ.
Многие годы Вяэртныу жил и работал в Азии в Гималаях, посещая монастыри и беря интервью, а также снимая фильмы о тамошних учителях.
Сейчас Вяэртныу живёт в Швеции в Стокгольме.